# Adolf Vivell
Adolf Vivell (* 19. Mai 1878 in Kinzigtal (Wolfach); † 7. Juli 1959 in Zürich) war ein deutsch-schweizerischer Gartenarchitekt.

## Leben
Vivell war der Sohn von Adolf Vivell und Luise, geborene Kammerer. Sein Vater hatte ein Textil- und Konfektionsgeschäft. Nach der Schulbildung in Wolfach machte er eine Gärtnerlehre in der großherzoglichen Hofgärtnerei in Baden-Baden, anschließend war er in Darmstadt in der Großgärtnerei Henkel tätig. Von 1896 bis 1898 arbeitete Vivell für „Desfoss Thuillier & Cie, Orléans“ auch in Paris und in den Pyrenäen.
Nach Weiterbildungen und Berufserfahrung unter anderem in Bad Köstritz bei Hans Settegast, Leipzig, Berlin, Antwerpen und London, blieb er 1902 bis 1903 in Wabern bei Bern als Obergärtner und Geschäftsführer der Kanadischen Baumschule, die von Philipp Gosset um 1864 gegründet worden war. Dort lernte er die reformierte Emma Schneider kennen, die er 1904 heiratete. Im selben Jahr gründete er seine eigene Firma Adolf Vivell als gartenbautechnisches Büro. 1909 nahm er in Olten das Schweizer Bürgerrecht an.
1925 war Vivell Mitbegründer des „Bundes Schweizer Gartengestalter“ (BSG) und wurde zu dessen Vizepräsidenten gewählt. Seit 1936 durfte er sich als erster „Gartenarchitekt“ nennen und ließ sich diese Berufsbezeichnung vom Bundesgericht anerkennen; seine Firma nannte er in Adolf Vivell, Gartenarchitekt um. Ab 1904 gestaltete er über 500 Gärten in der Schweiz, in Deutschland und im Elsass.
Ein Mitarbeiter von Vivell, Paul Theoboldt (1881–1950), entdeckte 1906 im Engadin eine karminrot blühende Sorte der Schneeheide, der er zu Ehren seines Chefs den wissenschaftlichen Namen Erica carnea Vivelli gab.
Vivell starb 1959 an einem Herzinfarkt. Seine Söhne Adolf, Helmut, Edgar und sein Enkel Natal Helmut Imahorn setzten sein Werk fort.

## Werke (Auswahl)
„Moderne Gartengestaltung ist mir Raumgestaltung im Freien, in harmonischer Verbindung mit dem Charakter des zur Verwendung kommenden, lebenden Baumaterials der Pflanzen und in der Nähe der Gebäude in enger Angliederung und Harmonie mit der Architektur. Bei allen wirklich guten Arbeiten halt’ ich deshalb ein verständnisvolles, sich gegenseitig ergänzendes Zusammenarbeiten von Gartenarchitekt und dem Architekten des Gebäudes für unbedingt notwendig, und zwar möglichst vor Inangriffnahme des Baues.“

- Cimetière des Roumins, Soultzmatt
- Jardins de la Bourse, Mülhausen
- Römisches Bad, Aarau
- Schloss Aspen, Leimbach
- Valais Cimetière, Siders
- Schlossanlagen in Wolfach (Umbau des Stadtgrabens 1925–1927)
- Allee – Bruno-Burger-Anlage in Wolfach; Umgestaltung des Floßhafens